# 若狭遠敷長売
若狭遠敷 長売（わかさ の おにゅう の おさめ、生没年不詳）は、奈良時代後期の女官。名は長女とも記される。姓は朝臣。位階は正五位上。

## 出自
若狭遠敷朝臣は、若狭国遠敷郡（現在の福井県小浜市の大部分など）の地名に基づく氏で、長売は采女であったものと思われる。

## 経歴
称徳朝の天平神護元年（765年）正月に、藤原仲麻呂の乱後の論功行賞で無位から従五位下に昇叙された私長女（きさいべ の おさめ）とは、若狭遠敷長売のことではないか、とする説がある。この日、白馬の節会の宴が開かれ、五位以上のものはこれに参加し、禄を与えられている。
若狭遠敷長売としては神護景雲4年（770年）7月、従五位下から正五位上へ昇叙するが、その後、何らかの理由で位階を剥奪されたらしく、光仁朝の翌宝亀2年（771年）5月、無位から正五位上に復されている。

## 官歴
『続日本紀』による。
- 天平神護元年（765年）正月7日：従五位下（?）
- 神護景雲4年（770年）7月20日：正五位上
- 時期不詳：位階剥奪
- 宝亀2年（771年）5月18日：正五位上（復位）